# Радовець (Польща)
Радовець (пол. Radowiec) — село в Польщі, у гміні Радинь-Підляський Радинського повіту Люблінського воєводства.
Населення — 207 осіб (2011).
У 1975-1998 роках село належало до Білопідляського воєводства.

## Демографія
Демографічна структура станом на 31 березня 2011 року:
|          | Загалом | Допрацездатний вік | Працездатний вік | Постпрацездатний вік |
| -------- | ------- | ------------------ | ---------------- | -------------------- |
| Чоловіки | 97      | 20                 | 73               | 4                    |
| Жінки    | 110     | 25                 | 62               | 23                   |
| Разом    | 207     | 45                 | 135              | 27                   |